# Fabrice Hartmann
Fabrice Daniel Hartmann (Upgant-Schott, 2001. március 2. –) német utánpótlás-válogatott labdarúgó, a Hallescher játékosa.

## Pályafutása
2018. július 26-án debütált az együttesben, és az Európa liga selejtezőkörében, egy 4–0-s hazai BK Häcken elleni mérkőzésen. A 89. percben csereként Matheus Cunha-t váltotta. 2021 nyarán két évre kölcsönbe került a Paderborn csapatához. Július 24-én mutatkozott be az 1. FC Heidenheim ellen. A tartalékok között három alkalommal lépett pályára. Kevés játéklehetőség miatt felbontotta a Lipcse a kölcsönszerződést. 2022. január 28-án kölcsönbe került az Eintracht Braunschweig csapatához a szezon végéig. 2022. július 27-én kölcsönbe az ír Sligo Rovers csapatához csatlakozott. Augusztus 22-én jelentették be, hogy adminisztratív hiba miatt a regisztrációja nem érkezett meg időben. 2023. február 18-án debütált a Shamrock Rovers ellen 1–1-re végződő bajnoki mérkőzésen. Március 6-án megszerezte első felnőtt bajnoki gólját a St Patrick's Athletic ellen. Április 22-én duplázott az University College Dublin ellen 3–1-re megnyert mérkőzésen. 2023. július 29-én a ismét visszatért a klubhoz kölcsönben 2024. június 30-ig.
2024. augusztus 31-én közös megegyezéssel felbontotta szerződését az RB Leipziggel. Szeptember 5-én aláírt a Hallescher csapatához.